# Myrmecotypus fuliginosus
Myrmecotypus fuliginosus is een spinnensoort uit de familie van de loopspinnen (Corinnidae).
De wetenschappelijke naam van de soort werd in 1894 gepubliceerd door Octavius Pickard-Cambridge.